# کارکس واجیناتا
کارکس واجیناتا (نام علمی: Carex vaginata) نام یک گونه از سرده جگن است.